# Litsea pungens
Litsea pungens là loài thực vật có hoa trong họ Nguyệt quế. Loài này được Hemsl. miêu tả khoa học đầu tiên năm 1891.